# Палац Фаворит (Раштат)

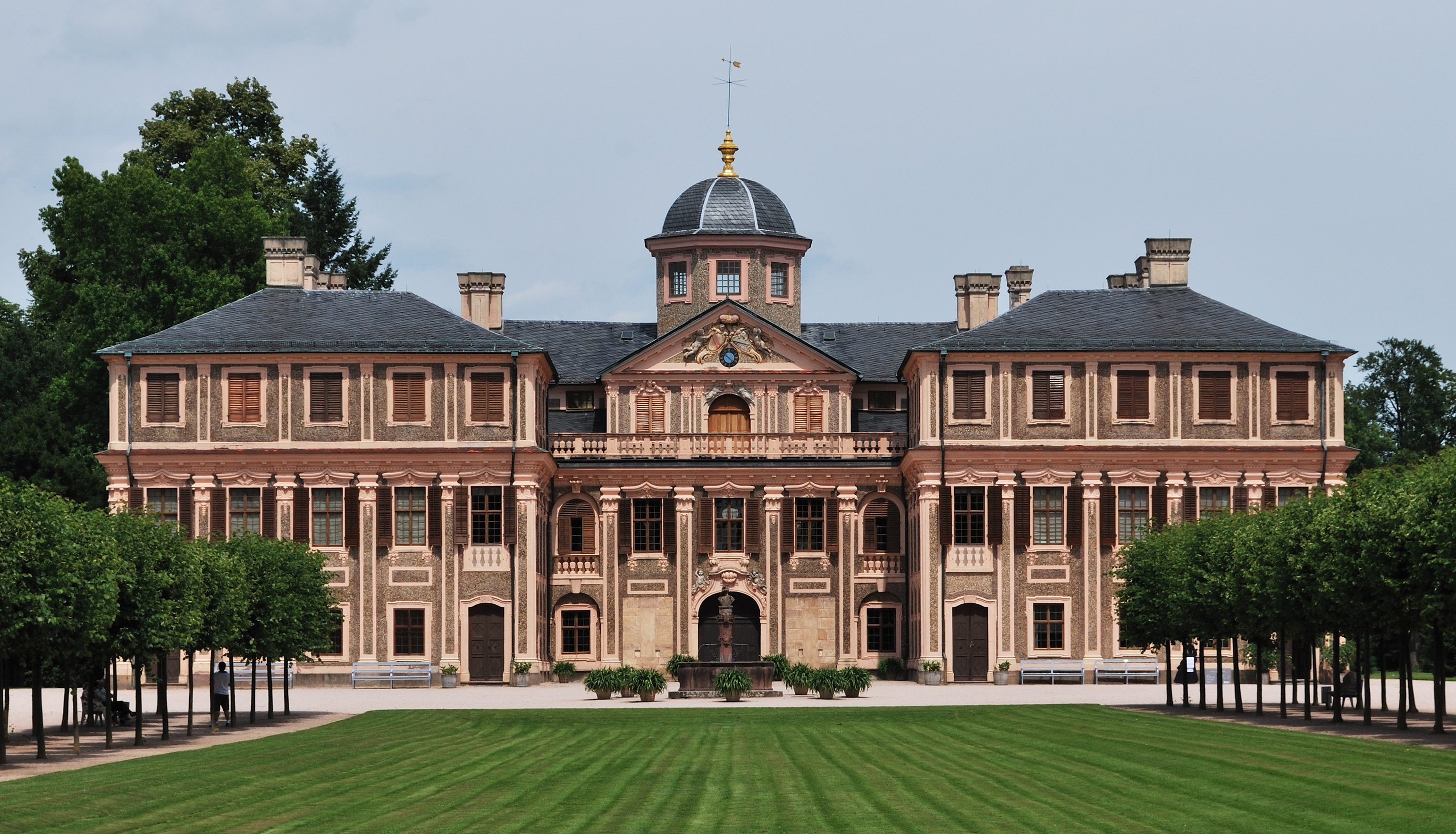
Палац Фаворит, двір

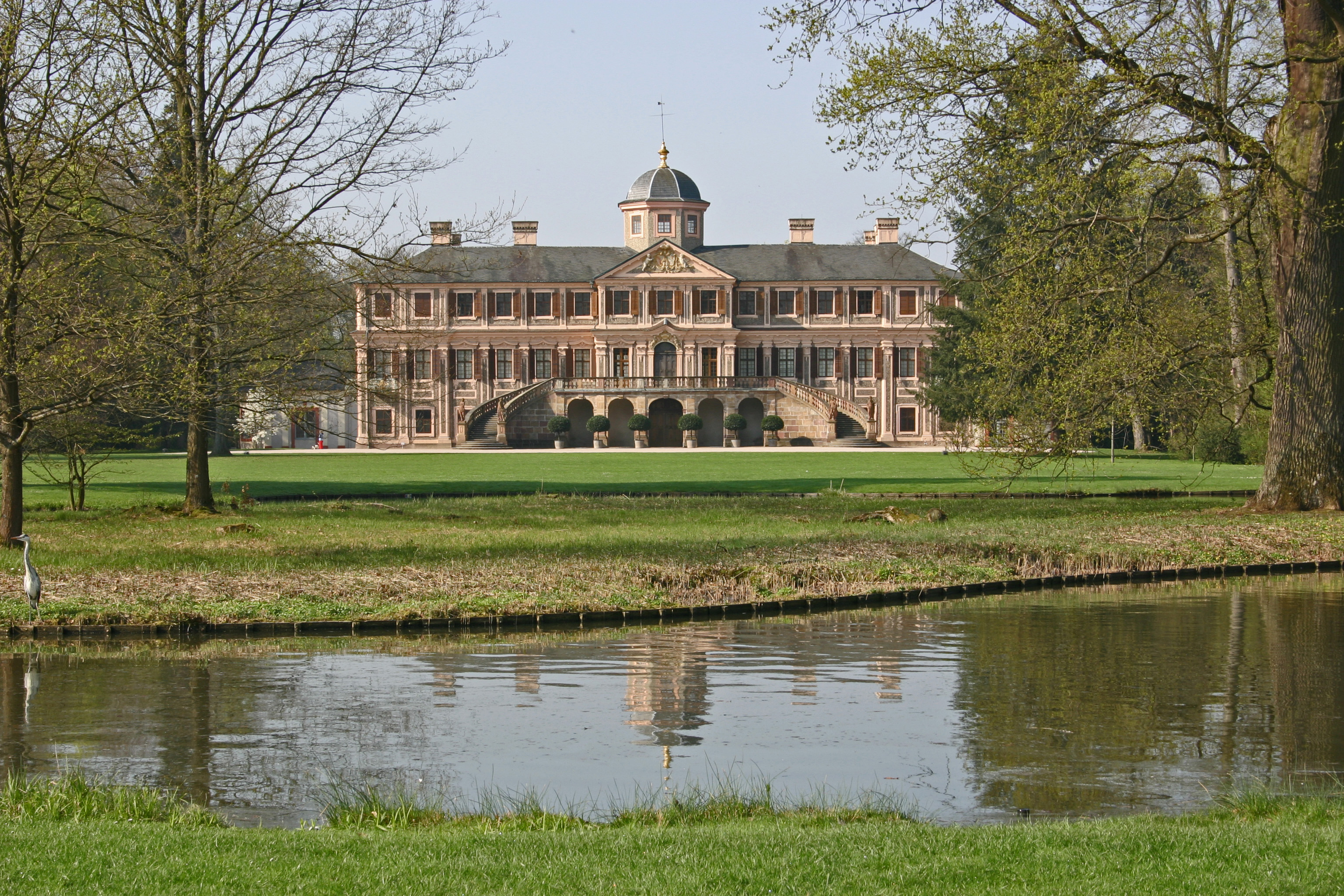
Палац Фаворит, сад

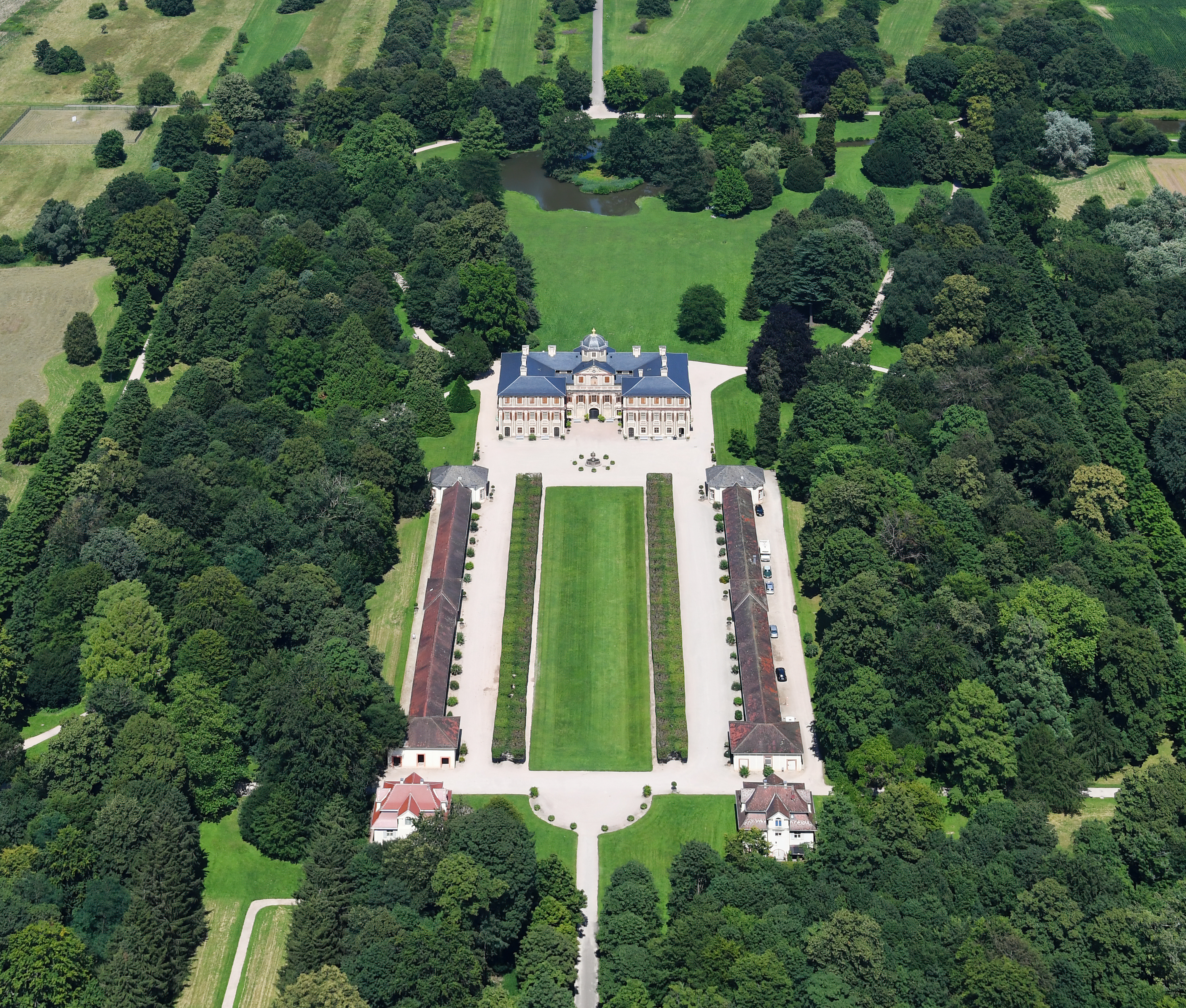
Вид з південного заходу

Палац Фаворит (нім. Schloss Favorite) — колишня резиденція маркграфів Баден-Бадена в місті Раштат, Баден-Вюртемберг, Німеччина. Палац розваг у стилі бароко будувався з 1710 року на замовлення Франциски Сибілли Августи за проектом Міхаеля Людвіга Рорера. Особливої уваги заслуговують Sala terrena, парадна спальня і флорентійський кабінет.

## Історія
Палац Фаворит був побудований Міхаелем Людвігом Рорером в 1710—1730 рр. в Раштат-Ферх. Замовником була маркграфиня Сибілла Августа (1675—1733), вдова маркграфа Людвіга Вільгельма (1655—1707), яка мала дуже чіткі уявлення про бароко. На додаток до Раштатського палацу, він мав служити заміським палацом розваг для княжих розваг, спілкування та ігор, полювання, маскарадів, навчання та виховання дітей.
Палац має багату колекцію китайської порцеляни та чорного лаку, а також чорної порцеляни (вироби з кераміки з чорним і золотим лаковим розписом).
Палац оточує колишній сад розваг у стилі бароко. За часів маркграфства в саду домінували алеї, симетричні партери з водними елементами та апельсинами. У фазанарному лісі були численні племінники та відгодівлі для розведення та утримання мисливської дичини. У 1718 році був побудований скит, в якому маркграфиня ховалася для споглядання. В останні десятиліття XVIII століття французький бароковий сад був перетворений придворним садівником Йоганном Міхаелем Швейкертом на англійський ландшафтний сад, що, по суті, визначає характер всього комплексу донині. Звідси відкривається вид на луки та ставки, визначні місця та водотоки.

## Опис
Палац Фаворит — триповерховий комплекс, який двома бічними крилами охоплює невеликий внутрішній дворик. На заході та сході були побудовані колонади, які незабаром стали оранжереями. У виділеному центральному виступі замку домінує трикутний фронтон, на якому можна побачити союзний герб Баден-Саксонія-Лауенбург. 15 віконних осей і рівномірний ряд колосальних пілястр поєднують перший і верхній поверхи. Вигнуті сходи ведуть на перший поверх з представницькими парадними залами.
На першому поверсі є місце для корисного простору. Втім, є й чисто виставкова кухня, яка вже була однією з улюблених пам'яток маркграфині за її життя, яку вона іноді особисто показувала своїм поважним гостям.
Всередині замку домінує Зала террена (садовий зал), який простягається через усі поверхи та увінчується куполоподібною вежею. Прямокутний зал, що виходить у сад, заокруглений чотирма похилими нішами в кутах. На першому поверсі обабіч цієї центральної кімнати розташовані апартаменти. Техніки ремісничої майстерності, які цінувалися на початку XVIII століття, щедро реалізовані в усіх кімнатах, а саме: підлога з ліпного мармуру, стіни з фаянсовою плиткою, багато декорована ліпниною та фресками стеля, драпірування з рідкісної вишивки на стінах і вишукані меблі.
Палацовий комплекс є унікальним бароковим витвором мистецтва з великою кількістю оздоблення і уособлює не тільки смак княгині, але й відповідний величний образ. Зокрема, флорентійський кабінет, повністю збережений у своєму первісному вигляді, є унікальним в Європі. 758 панно прикрашають стіни. 55 найцінніших походять із Флоренції — звідси і назва. Вони виготовлені за допомогою Commesso, дорогої техніки інкрустації каменем, у якій шліфовані та відполіровані плити різного кольору з мармуру, граніту та напівдорогоцінного каміння збираються та поміщаються в кам'яну основу. Й наразі панелі вражають насиченим кольоровим блиском і досконалістю виконання.

## Сьогодення
Палац Фаворит відкритий для екскурсій влітку. Це одна із пам'яток землі Баден-Вюртемберг та знаходиться під управлінням Державних палаців і садів Баден-Вюртемберга. Сад відкритий цілий рік і має вільний доступ.
Чудово оздоблені інтер'єри, оздоблені унікальними колекціями азійської та європейської порцеляни, скла та фаянсу, підтверджують надзвичайне мистецьке відчуття маркграфині. Відвідування палацу Фаворит дозволяє познайомитися з різними стилями шинуазрі. Текстиль, а також лаки та кераміка особливим чином ілюструють європейський вплив в Азії на початку XVIII століття. На відміну від сучасних музейних приміщень, експонати палацу представлені відвідувачам в оригінальному історичному оточенні, як частина княжих колекцій. У такий спосіб вони не лише показані як вишукані об'єкти, якими вони є, але й усвідомлюються в їх культурно-історичному контексті.